# Aiptasiogeton
Aiptasiogeton is een geslacht van zeeanemonen uit de familie van de Aiptasiidae. 

## Soorten
- Aiptasiogeton eruptaurantia (Field, 1949)
- Aiptasiogeton hyalinus (Delle Chiaje, 1822)
- Aiptasiogeton pellucidus (Hollard, 1848)